# Josef Stalin (stridsvagn)
Josef Stalin eller "JS" var en serie av tunga stridsvagnar som utvecklades av Sovjetunionen under och strax efter andra världskriget. Stridsvagnsmodellen togs i bruk 1943 och ersatte Röda arméns tidigare tunga stridsvagnar, KV-1 och KV-2. KV-vagnarna hade vid krigets början haft få motsvarigheter i fråga om beväpning, skydd och mobilitet (dock inte driftsäkerhet), men hade efter tre års världskrig blivit föråldrade jämfört med de tyska Tiger- och Panther-stridsvagnarna. Vagn-serien fick namn efter den sovjetiska ledaren Josef Stalin (Иосиф Сталин, Iosif Stalin) då Kliment Vorosjilov fallit i onåd. I litteraturen (särskilt utländsk) förekommer beteckningen IS- eller ИС-stridsvagnar efter Stalins (transkriberade) kyrilliska initialer.

## Översikt
KV-85 var en övergångslösning, där tornet till IS-1 monterades på ett KV-1S-chassi.
Object 237 infördes som JS-85 i oktober 1943, var en utvecklad variant av det nedlagda projektet KV-13. Tillverkningen upphörde januari 1944, och i samband med nästa vagns införande bytte den namn till JS-1.

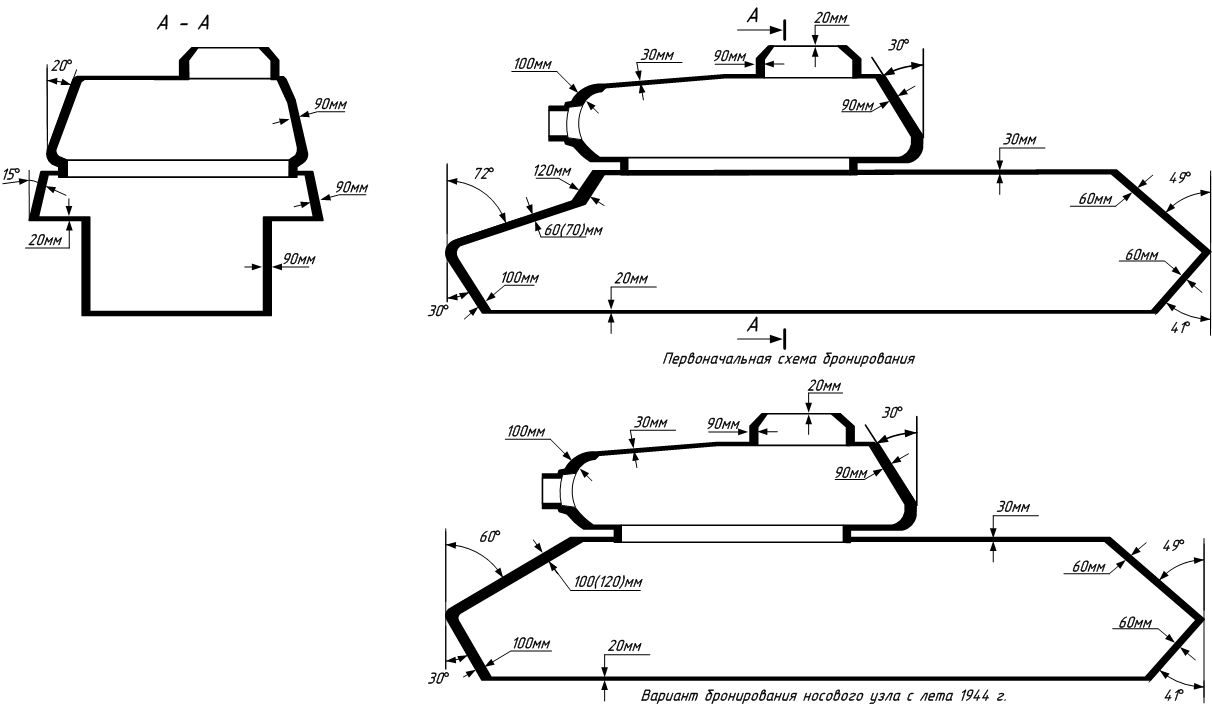
Pansar, modell 1943 (överst) och 1944 (nedan).

Objekt 240 var den version i JS-serien som tillverkades i störst antal. Huvudbeväpningen var en mycket kraftig 122 mm D-25T-kanon, som i hög utsträckning bidrog till Röda arméns framgångar vid stormningarna av städerna Königsberg och Berlin. Vid införandet hade den beteckningen JS-122 vilket senare förkortades till JS-2. I slutet av 1944 ändrades det brutna frontpansaret till en tunnare, hel platta, dock med samma effektiva tjocklek i horisontalplanet.
Objekt 703 utvecklades i slutet av 1944. Den kom i tjänst som JS-3 för sent för att sättas i strid, men hann delta i segerparaden genom Berlin den 7 september 1945. JS-3 introducerade den innovativa utformning av tornet (upp- och nedvända sopptallriken) som kom att användas i decennier framöver, och en pansarprofil på chassit som gjorde vagnen i princip omöjlig att slå ut med den tidens vapen. JS-3 visade sig dock vara för tung för att vara effektiv i fält, och användes under 1950- och 1960-talen huvudsakligen nedgrävda i defensiva ställningar, där deras stora eldkraft och starka bepansring utgjorde klara fördelar, samt vid parader.
Objekt 701 började utvecklas ur JS-2 från slutet av 1943, men kom inte i produktion förrän 1946 och togs i tjänst som JS-4 i april samma år.
Tillverkningen upphörde redan efter c:a 250 vagnar, då JS-3 redan tillverkades i stort antal och JS-4 saknade tillräckliga fördelar för att motivera två olika vagnsystem. Då kriget redan tagit slut överfördes JS-4 till ryska fjärran östern för att sluta som värnpjäser vid gränsen mot Kina.
Objekt 260 med beteckningen JS-7 projekterades mellan 1945 och 1949 och var med sina 68 ton den tyngsta vagnen i JS-familjen. Beväpningen utgjordes av en långpipig 130 mm S-70-kanon utvecklad från en fartygspjäs, med inte färre än åtta (8!) kulsprutor i tillägg, varav två tunga. Pansarskyddet var exceptionellt, grundkravet att på alla håll motstå Jagdtigerns 12,8 cm PaK 44 uppfylldes med råge när det dessutom visade sig att inte ens JS-7s egen kanon kunde slå igenom pansaret. Efter en förserie om sex vagnar lades projektet ned i februari 1949 av okänd anledning, även om det spekuleras i att vagnen dels var alldeles tung för broar och annan infrastruktur vilket skulle omöjliggöra strategisk förflyttning, dels alldeles för dyr, dels underlägsen T-10 i alla roller utom genombrott, där JS-7 förmodligen är den effektivaste stridsvagn som konstruerats gentemot samtida militärteknologi.
T-10 började konstrueras 2 april 1946 som Objekt 705A / JS-5 och har flest namnbyten i familjen, då den redan den 11 april bytte objektnummer till 730. Februari 1953 hade det stora antalet förbättringar av prototypen föranlett att beteckningen nu var JS-8, därefter avverkades i rask takt JS-9 och JS-10 innan det slutgiltiga T-10 fastställdes 28 november 1953 i samband med att avstaliniseringen nu nått fram till konstruktionsbyråerna. T-10 var i aktiv tjänst fram till 1967, varefter den sattes i reserv fram till 1996 varefter den slutgiltigt avfördes.

## Bakgrund
Den 24 februari 1943 beordrade Statliga försvarskommittén Kirov-fabriken i Tjeljabinsk och Folkkommissariatet för tung industri fabrik nr 100 att utveckla och producera två prototyper av en tung stridsvagn med namnet Josef Stalin, eller JS. (Tidigare tunga stridsvagnar hade fått namn efter marskalk Kliment Vorosjilov) En modell som aldrig lämnat prototypstadiet, KV-13, användes som utgångspunkt för projektet. Den ena prototypen utrustades med en 76 mm ZIS-5-kanon och kallades JS-1. Den andra prototypen fick en 122 mm U-11 haubits (som satt i ett torn som tagits från den experimentella tunga stridsvagnen KV-9) och kallades JS-2.
Prototyperna testades framgångsrikt från 22 mars till 19 april 1943. Båda prototyperna befanns ha mer kompakt form, lägre vikt, bättre bepansring och högre toppfart än föregångaren KV-1S, samtidigt som eldkraften var likvärdig (JS-1) eller överlägsen (JS-2). Däremot hade man vissa problem med kraftöverföringen och larvbanden.

### JS-1
I början av april hade man på sovjetisk sida fått tillförlitliga uppgifter om den tyska Tiger-stridsvagnens bepansring, och Statliga försvarskommittén beordrade Folkkommissariatet för krigsmateriel att redan den 15 april ha utvecklat en så kraftfull huvudbeväpning till de nya tunga stridsvagnarna att man skulle kunna penetrera Tiger-vagnarnas pansar.
I slutet av april provsköt man ett stort antal artilleripjäser mot den enda Tiger-vagn som man erövrat. Provskjutningen utfördes vid Forskningsinstitutet för pansarmateriel (NIIBT) i Kubinka utanför Moskva. Det vapen som var mest effektivt mot stridsvagnen var luftvärnskanonen 52-K (85 mm) från 1939, som kunde slå igenom det 100 mm tjocka pansaret från så stort avstånd som 1000 meter. Centrala designbyrån för artilleri (TsAKB) och designbyrån vid Folkkommissariatet för krigsmateriel fick därför i uppdrag att utveckla 85 mm-kanoner med ballistiska egenskaper som liknade 52-K-kanonens. Efter prototypkonstruktioner och tester under sommaren, valdes en vidareutveckling av den 85 mm D-5S som använts i artilleribandvagnen SU-85. Den nya kanonen fick namnet D-5T.
Den 4 september beordrade Statliga försvarskommittén att JS-1 (då under namnet JS-85) skulle upptas i Röda arméns materielförteckning. Serieproduktionen inleddes i oktober 1943, och 107 exemplar tillverkades tills produktionen upphörde i januari 1944.

### JS-2
I dokumentet från den 4 september beordrade Statliga försvarskommittén även Fabrik nr 100 att i samarbete med den tekniska avdelningen vid Huvuddirektoratet för pansartrupperna senast den 15 oktober 1943 ha utvecklat, byggt och testat en JS-stridsvagn med 122 mm-kanon.
Efter analyser av slaget vid Kursk kom man fram till att det artillerisystem som varit mest effektivt mot de tyska Tiger-stridsvagnarna var 122 mm-artilleripjäsen A-19 av årsmodell 1931/1937. För att kunna montera A-19-kanonen på JS-2-vagnarna blev man tvungen att förlänga eldröret med 245 mm och dessutom använda mynningsbroms.
Den nya 122 mm huvudbeväpningen provsköts mot en Panther-stridsvagn utanför Moskva i november 1943. På 1500 meters håll lyckades projektilen slå igenom tornets högersida, träffa pansarplåten på den andra sidan, slita loss den och kasta iväg den flera meter. Marskalk Kliment Vorosjilov närvarade vid provskjutningen och var mycket nära att förolyckas när den T-formade mynningsbromsen exploderade. Mynningsbromsen ersattes med en tysk tvåkammarmodell.
Den modifierade version av kanonen som gavs namnet D-25T och som togs i serieproduktion i mars 1944 hade en ny förbättrad mynningsbroms från TsAKB, och hade betydligt högre eldhastighet än föregångaren (upp till 2 skott i minuten).
Serieproduktionen av JS-2 (eller JS-122 som den kallades till en början) inleddes i december 1943. I augusti 1944 hade man fått upp tillverkningstakten till de föreskrivna 250 exemplaren per månad. Produktionen fortsatte under hela kriget, och fram till den 9 maj 1945 hade 3207 exemplar byggts.
Under 1943 och 1944 gjordes flera experiment med uppgraderade kanoner, vilket resulterade i flera modeller som aldrig producerades i större antal (JS-100, JS-4 och JS-5). Det kan tilläggas att behovet av en kraftigare beväpning minskade under hösten 1944, när det började komma rapporter från fronterna om att D-25T-kanonen plötsligt hade fått enormt bättre verkan mot de tyska stridsvagnarna. Det visade sig att de tyska fabrikerna under sommaren 1944 inte haft tillgång till mangan, och därför tvingats använda nickellegeringar med hög kolhalt vilket gjorde pansarplåtarna ömtåligare, särskilt vid svetsfogarna.

### JS-3
I april 1944 började en grupp tekniker från Stalins militärakademi för mekanisering och motorisering undersöka utslagna stridsvagnar på slagfälten vid Kursk. Genom att analysera vilka delar av chassi och torn som träffats, och hur träffarna påverkat vagnarna, kom man fram till en design som skulle vara tongivande för alla sovjetiska stridsvagnar under efterkrigstiden – det tillplattade, rundade tornet som ser ut som en upp-och-nedvänd djup tallrik. JS-3 känns lätt igen på den spetsiga nosen. Konstruktörerna själva kallade den för "örnnäsan", men besättningarnas smeknamn gäddan (щука) blev det som fastnade.
På grund av förseningar i utvecklingsarbetet hann man inte färdigställa JS-3 innan kriget tog slut. Det finns uppgifter om att enstaka exemplar deltagit i strid, men det finns inga officiella källor som pekar på detta. Stridsvagnen användes inte heller i Fjärran östern mot japanerna. Fram till den 24 maj hade man byggt 29 exemplar, men av dessa klarade endast 17 fabrikens egna kvalitetstester. JS-3 användes däremot vid uppvisningar och parader, officiellt första gången vid de allierades segerparad i Berlin den 7 september 1945, där modellen imponerade stort på de västallierade.
Produktionen av JS-3 upphörde i mitten av 1946, efter 2 311 färdigställda exemplar.

## Egenskaper

### JS-1 och JS-2
JS-stridsvagnen hade en klassisk utformning med motorrummet längst bak och förarplatsen längst fram. Laddare, vagnchef och skytt satt bakom förarplatsen i chassits mitt, under tornet. Motorrummet var avskärmat från resten av vagnen med en brandvägg. Allra längst bak i chassit fanns växellåda och koppling. Chassit var helsvetsat och bestod både av gjutna och valsade delar. De valsade delarna satt på chassits botten, sidor och överdelen på motorrummet. 
I tornet fanns huvudbeväpningen och två kulsprutor, sikten, observationsutrustning, samt en radio. Tornet hade en observationskupol med sex slitsar, samt en lucka som besättningen använde för att ta sig in i och ur fordonet. Tornet vreds manuellt eller av en elmotor. Med elmotorn tog det omkring 25 sekunder att vrida tornet ett helt varv.
Stridsvagnen hade totalt tre 7,62 mm DT-kulsprutor; två i tornet och en i chassit längst fram. Den ena (koaxiala) kulsprutan i tornet var riktad längs huvudbeväpningen, och den andra satt monterad på tornets baksida. För eldledning av den koaxiala kulsprutan och kanonen användes ett kikarsikte av modell 10T-15, samt ett periskopsikte av modell PT4-15. Vissa JS-2-modeller hade dessutom en 12,7 mm DSjK-kulspruta monterad på en rund ställning på observationskupolen.
JS-1 hade ett ammunitionslager med 59 granater till kanonen (53-UO-365 spränggranater och 53-UBR-365 pansarbrytande spårljusgranater) och 2 520 patroner till kulsprutorna. JS-2 hade till en början 28 granater (53-VOF-471 spränggranater och 53-VBR-471 pansarbrytande spårljusgranater) och 2 331 patroner till kulsprutorna (samt i förekommande fall 250 patroner till DSjK-kulsprutan).
| Avstånd (meter) | 500     | 1000    | 2000    |
| --- | ------- | ------- | ------- |
| BR-471 | 150/122 | 138/113 | 118/96  |
| BR-471B | 157/128 | 147/120 | 129/105 |
| Den första siffran anger genomslagsförmågan i millimeter vid vinkelrätt anslag; den andra siffran anger genomslagsförmågan vid 60° anslagsvinkel |         |         |         |

Motorn var en 12-cylindrig dieselmotor av modell V-2IS (V-2-10) som gav 520 hästkrafter vid 2000 varv/minut. De tre interna bränsletankarna rymde 520 liter, och ytterligare 300 liter kunde förvaras i de tre yttre bränsletankarna, som inte hade någon anslutning till bränslesystemet.

### JS-3
JS-3 (med arbetsnamnet Föremål 703) hade en relativt sofistikerad utformning av torn och chassi med mycket tjocka pansarplåtar – ända upp till 200 mm. Det gjutna tornet hade platt tak och starkt sluttande sidor, som till formen påminde om en upp-och-nedvänd stekpanna. Tornets profil minskade vagnens totala träffyta och gjorde det svårare att bryta igenom pansaret. Elmotorn som roterade tornet var ansluten till vagnchefens observationssystem: genom att trycka på en knapp kunde han rotera tornet automatiskt tills eldrörets riktning sammanföll med siktlinjen från observationskupolen.
Huvudbeväpningen var samma D-25T som satt i JS-2, men med förbättrad ammunition som medgav en eldhastighet på upp till tre skott i minuten. Räckvidden med kikarsiktet TSj-17 var omkring 5000 meter, men utökades sedermera till omkring 15 000 meter. Ammunitionslagret bestod av 28 granater (18 spränggranater och 10 pansarbrytande granater). Ammunitionen till DT-kulsprutan bestod av 945 patroner i 15 magasin, och den till DSjK-kulsprutan bestod av fem ammunitionsbälten om 50 patroner. JS-3 saknade den främre kulsprutan i chassit som fanns på JS-1 och JS-2.
Motorn var en 12-cylindrig V-11-JS-3 vätskekyld dieselmotor som gav 520 hk vid 2 200 varv/minut. Bränslet förvarades i fyra interna metalltankar med en kapacitet på sammanlagt 540 liter, samt fyra externa cylindriska 90-literstankar som satt på kanten av chassits bakre sidor.
Det föreskrivna antalet länkar i larvbanden var 86, men vagnen kunde köras med så pass få länkar som 79.

## Varianter
JS-1Första versionen med 85 mm beväpning, kallades till en början JS-85.
JS-2Huvudproduktionsserien med 122 mm beväpning, kallades till en början JS-122.
JS-3Ny version från 1945 med nytt torn och spetig nos.
JS-2MModerniserad version av JS-2 från 1954–56 med bland annat mörkersikten, bättre radio och ny motor.
JS-3MModerniserad version av JS-3 från slutet av 1950-talet.
JS-10Ny version från 1952 med längre chassi och sju hjulpar i stället för sex. Fick efter Stalins död namnet T-10.

## Användning
Ett av skälen till Röda arméns katastrofala erfarenheter från 1941 var att de oberoende pansarförbanden bestod av en heterogen blandning av lätta, medeltunga och tunga stridsvagnar, vilket medförde att stridsvagnarnas individuella egenskaper inte kunde utnyttjas. Även om de sovjetiska stridsvagnarna på papperet var likvärdiga eller överlägsna de tyska stridsvagnarna, använde man dem inte på det aggressiva och självständiga sätt som den moderna mekaniserade krigföringen krävde. När Röda armén väl hade infört en taktisk doktrin som bättre passade den nya tiden, hade de tidigare helt överlägsna KV-vagnarna blivit föråldrade.
I februari 1944 började Röda armén ställa upp en ny typ av förband som kallades "tunga stridsvagnsregementen". Dessa regementen bestod enligt reglementet av totalt 375 man; fyra JS-kompanier med sammanlagt 24 stridsvagnar, ett kulsprutekompani, ett underhållskompani, ett luftvärnsbatteri, en ingenjörspluton, en försörjningspluton och en sjukvårdsdetalj. Regementena fick redan vid uppställningen hedersbenämningen "gardesregemente", vilket visar på hur stor vikt man fäste vid de nya stridsvagnarnas uppgifter.
De tre första regementena (1:a, 29:e och 58:e) tilldelades 1:a gardesarmén inför offensiven vid Proskurov. Två ytterligare regementen (8:e och 13:e) tilldelades 2:a gardestankarmén och var bland de förband som försvarade ställningarna kring Korsun/Tjerkassy.

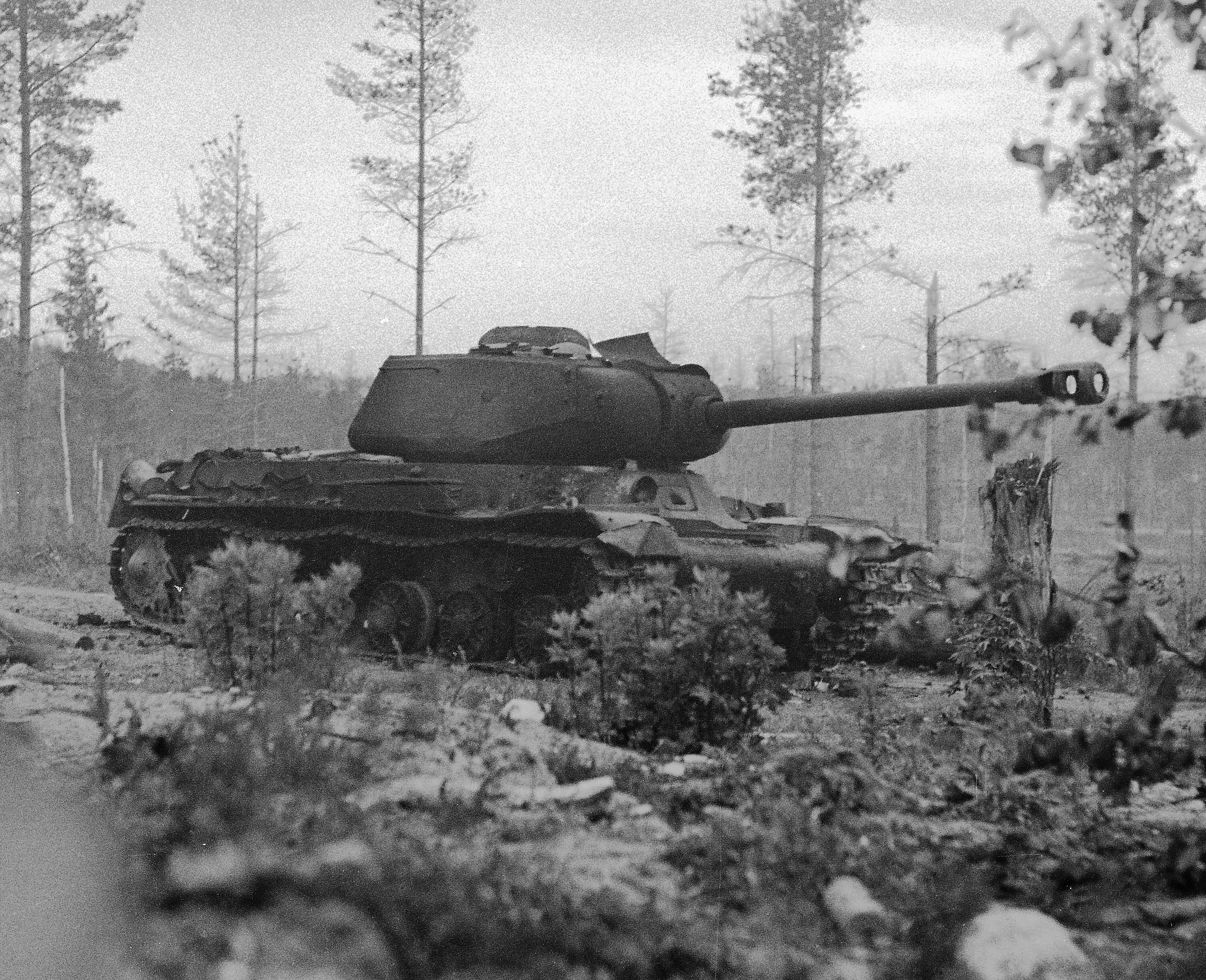
JS-2 från 1943.

I början av maj 1944 förstärktes Leningradfronten med tre regementen (26:e, 27:e och 31:a). De två första av dessa regementen deltog i offensiven vid Viborg i Finland. Det sistnämnda regementet användes vid Narva mot tyska ställningar.
I december 1944 började man ställa upp oberoende tunga stridsvagnsbrigader, även dessa med hedersbenämningen "gardesbrigader". Oftast hade dessa brigader tidigare varit utrustade med T-34:or. De nya förbanden skulle användas vid frontlinjegenombrott och vid stormningar av starkt befästa ställningar, samt för bekämpning av fientliga stridsvagnar. En sådan brigad bestod enligt reglementet av sammanlagt 1666 man, 65 JS-2, tre SU-76, 19 bandvagnar och tre pansarbilar. Sammanlagt mobiliserades fem brigader av denna typ.
När freden kom hade varje pansarkår minst ett tungt stridsvagnsregemente med JS-2. Dessa regementen spelade en avgörande roll vid stormningar av befästa ställningar i städer i Tyskland och Ostpreussen, inte minst under slaget om Berlin. Den oerhört kraftiga 122 mm-kanonen var det idealiska vapnet för att slå ut försvarsbunkrar.
De flesta förlusterna i krigets slutskede kunde tillskrivas pansarvärnsraketer (Faustpatrone, Panzerfaust eller Panzerschreck), som av de sovjetiska trupperna på grund av bristande kunskaper i tyska alla gick under namnet faust (de soldater som skötte dem kallades faustnik).
JS-2 användes förutom av Röda armén även av den polska folkarmén (4:e och 5:e pansarregementet). Båda regementena deltog i striderna i Berlin. Under våren 1945 tog den tjeckoslovakiska armén emot flera JS-2 inför befrielsen av Prag.

### Efterkrigstiden
Ett fåtal JS-2 levererades till Kina i början av 1950-talet. De deltog förmodligen i Koreakriget. JS-2:or skickades även till Kuba och Nordkorea.
JS-2-vagnarna genomgick flera omfattande moderniseringsprogram under 1950-talet, och de nya versionerna (bland annat med mörkersikte och ny motor) fick beteckningen JS-2M. De användes mycket länge inom den sovjetiska krigsmakten, och överlevde faktiskt de senare modellerna JS-3 och JS-4.

### JS-3
Som framgår ovan kom JS-3 aldrig till användning under andra världskriget. Däremot använde man stridsvagnen i Ungern 1956, där ungrarna lyckades förstöra flera stridsvagnar.
I slutet av 1950-talet genomgick JS-3:orna liksom JS-2:orna omfattande moderniseringsprogram. Den uppgraderade modellen fick beteckningen JS-3M. Ett antal JS-3 skickades till Nordkorea på 1960-talet. Egypten köpte omkring 100 stycken JS-3 och JS-3M mellan 1956 och 1967. Enstaka exemplar levererades till Polen och Tjeckoslovakien.
Under sexdagarskriget i juni 1967 förlorade de egyptiska styrkorna sammanlagt 73 stycken JS-3 och JS-3M. De sovjetiska tunga stridsvagnarna var dåligt lämpade för rörlig mekaniserad krigföring, och dessutom var de inte byggda för att användas i ökenklimat. Den israeliska armén använde erövrade JS-3M ända in på 1970-talet, huvudsakligen som fasta pjäser längs den så kallade Bar Leva-linjen på Sinaihalvön. De användes inte i kriget 1973, och återerövrades senare av Egypten.